# 苏丹铁路运输
苏丹有4,725km单线窄轨铁路。国有的苏丹铁路公司 (SRC)运营铁路网。杰济拉局拥有的“杰济拉轻便铁路”（Gezira Light Railway）服务于杰济拉灌区与Manaqil。2013年，公路运输占总运输的 90%。 苏丹铁路公司拥有线下基础资产，由10家私营公司组建的运营公司负责铁路运输。

## 统计数据
共计: 5,063 km

3英尺6英寸（1,067毫米） 轨距: 4,347 km 

610毫米（2英尺） 轨距（种植用线）: 716 km 

连接喀土穆与苏丹港干线铁路完成了苏丹三分之二的铁路运输。

## 历史

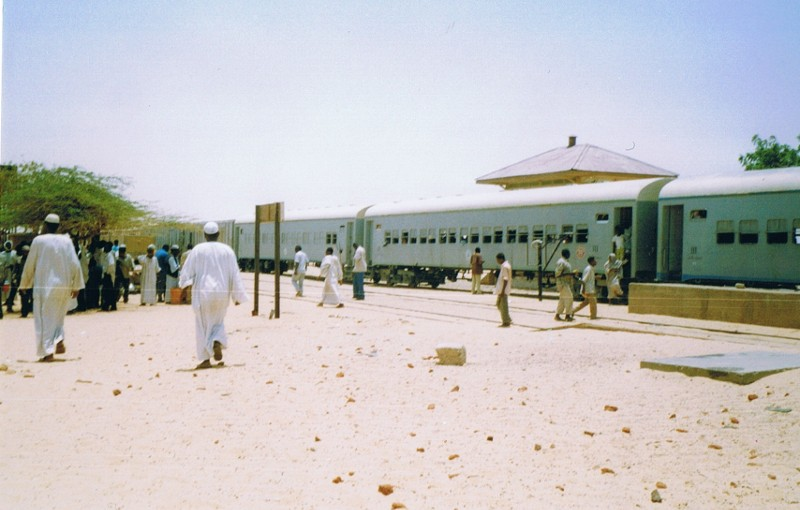
苏丹北部的一座铁路车站

鐵路系統的地位基於歷史發展、作為軍事行動的輔助而建設。第一條線路从1874年由赫迪夫以實瑪利Pasha始，從尼羅河東岸上游約54公里處的Wadi Halfa到Sarras，它最初是一項商業事業。線路在商業上並不可行，總督Gordon在1878年决定停止運營以減少支出。1884年，尼羅河遠征隊將這條線延伸到尼羅河上的Akasha。當英埃軍隊撤退到Wadi Halfa時，這條線被苦行僧摧毀。
1884年在紅海探險期間，John Aird & Co.建造了一條從紅海內陸的Suakin到Otau的32公里的線路，并在1885年被廢棄，苏丹的马赫迪起义于1885年攻克喀土穆，将英国和埃及势力驱逐出苏丹。1887年5月，Wadi Halfa - Sarras防線再次延伸至第三瀑布上方的Kerma，以支援英埃馬赫迪戰爭中Dongla遠征Mahdiyah。這條線路結構糟糕，幾乎沒有其他用途，於1905年被廢棄。
1892年基奇纳任埃及军队总司令，1896年英埃联军再度入侵苏丹。为保障军队后勤交通补给线，抢修了尼罗河第二瀑布下游瓦迪哈勒法开始到Abu Hamad的今天蘇丹鐵路的第一段铁路，1896年将铁路修建到上游的凯尔迈，保障对已经占领的栋古拉地区的交通。1897年将铁路修建到苏丹境内第四瀑布上游的阿布哈迈德，还铺设了电报线，并将炮艇部件通过铁路运输到尼罗河中游河段组装后下水提供火力掩护。1897年10月31日铁路修通到阿布哈迈德，大批装备精良、物资充裕的英埃联军源源不断开往苏丹腹地，随着战局发展铁路继续向南延伸。到1898年9月，喀土穆陷落，马赫迪1899年战死。1899年的最後一天铁路修到了喀土穆。該線路是用1,067毫米的軌距建造的，顯然是Kitchener務實地使用舊軌距的機車車輛和軌道的成果。1,067毫米軌距成為後來蘇丹所有幹線的標準。这線路開闢了從蘇丹中部經埃及到地中海及其他地區的貿易路線。距離近和需要通過轉運的尼羅河更为经济。1904年开始建设从阿特巴拉到红海港口苏丹港的铁路，1905年10月完工。1906年，新線到達最近建成的蘇丹港，提供喀土穆和遠洋運輸之間的直接連接。在同decade里，還修建了一條從喀土穆向南到Al Jazirah棉種植區中心Sannar的線路。1912年2月，向西延伸到達了當時苏丹第二大城市和阿拉伯樹膠生產中心El-Obeid。在北部，從阿布哈馬德附近到Kuraymah建造了一條支線，將尼羅河第四和第三瀑布之間的通航路段連接入運輸系統。交通主要通向沿河城鎮，這種情況直到1990年仍然没有改善。20世紀20年代，從蘇丹港西南200公里的主線上的Hayya开始建造鐵路支線，向南延伸到Kassala附近的棉產區和Al Qadarif的穀物區，最後延伸到Sennar與主線的交匯處。該地區以前經過喀土穆的大部分交通，建成後直接通过支線，流向蘇丹港。
鐵路建設的最後階段始於1950年代，其中包括將1959年西線延伸至達爾富爾省的Nyala，1961年向西南延伸至Bahr el Ghazal省的蘇丹南部第二大城市Wau。这些建设基本上完成了蘇丹鐵路網路，該網络在1990年總計約4800公里。1995年從Abu Gabra到El Muglad延伸了52公里，El Obeid到El Obeid refinery延伸10公里，El Ban到Merowe坝延伸10公里。

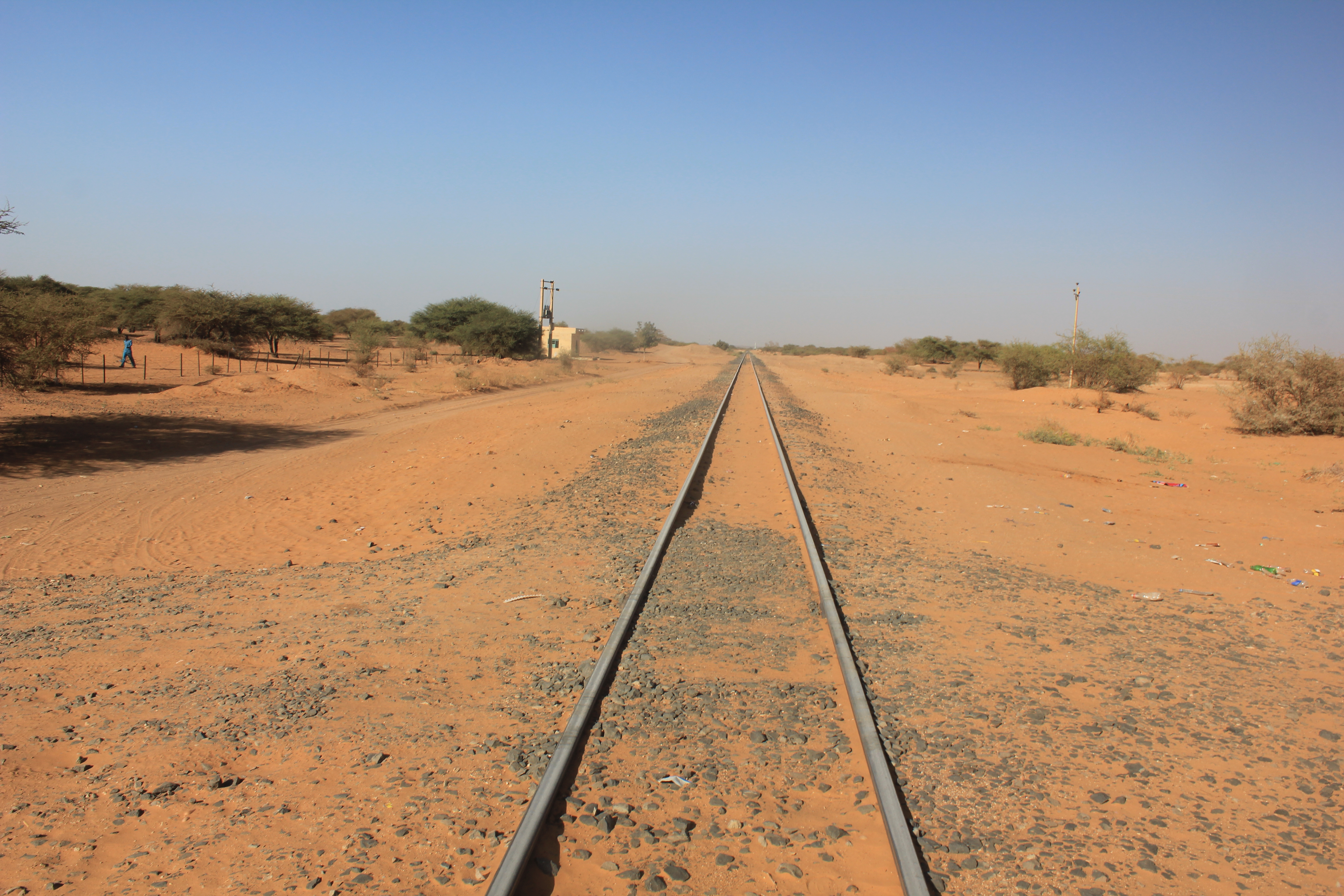
麦罗埃的铁路

| 线路                            | 年份      | 长度   |
| ------------------------------- | --------- | ------ |
| 瓦迪哈勒法- 阿布哈迈德          | 1897–1898 | 350 km |
| 阿布哈迈德 – 阿特巴拉           | 1898      | 244 km |
| 阿特巴拉 – 喀土穆               | 1898–1900 | 313 km |
| 阿特巴拉 - 苏丹港               | 1904–1906 | 474 km |
| 第十站 – 库赖迈                 | 1905      | 222 km |
| 喀土穆 -科斯提 – 欧拜伊德       | 1909–1911 | 689 km |
| 海亚站 - 卡薩拉                 | 1923–1924 | 347 km |
| 卡薩拉 - 加达里夫               | 1924–1928 | 218 km |
| 加达里夫 – 森納爾               | 1928–1929 | 237 km |
| 森納爾- 達馬津                  | 1953–1954 | 227 km |
| Aradeiba Junction – 巴巴努萨    | 1956–1957 | 354 km |
| 巴巴努萨 – 尼亚拉               | 1957–1959 | 335 km |
| 巴巴努萨 – 瓦烏                 | 1959–1962 | 444 km |
| 海什姆吉尔拜 - New Halfa Scheme | 1962      | 70 km  |
| 穆格莱德 - Abu Gabra油田        | 1995      | 52 km  |

来源:苏丹政府网站

### 柴油机牵引

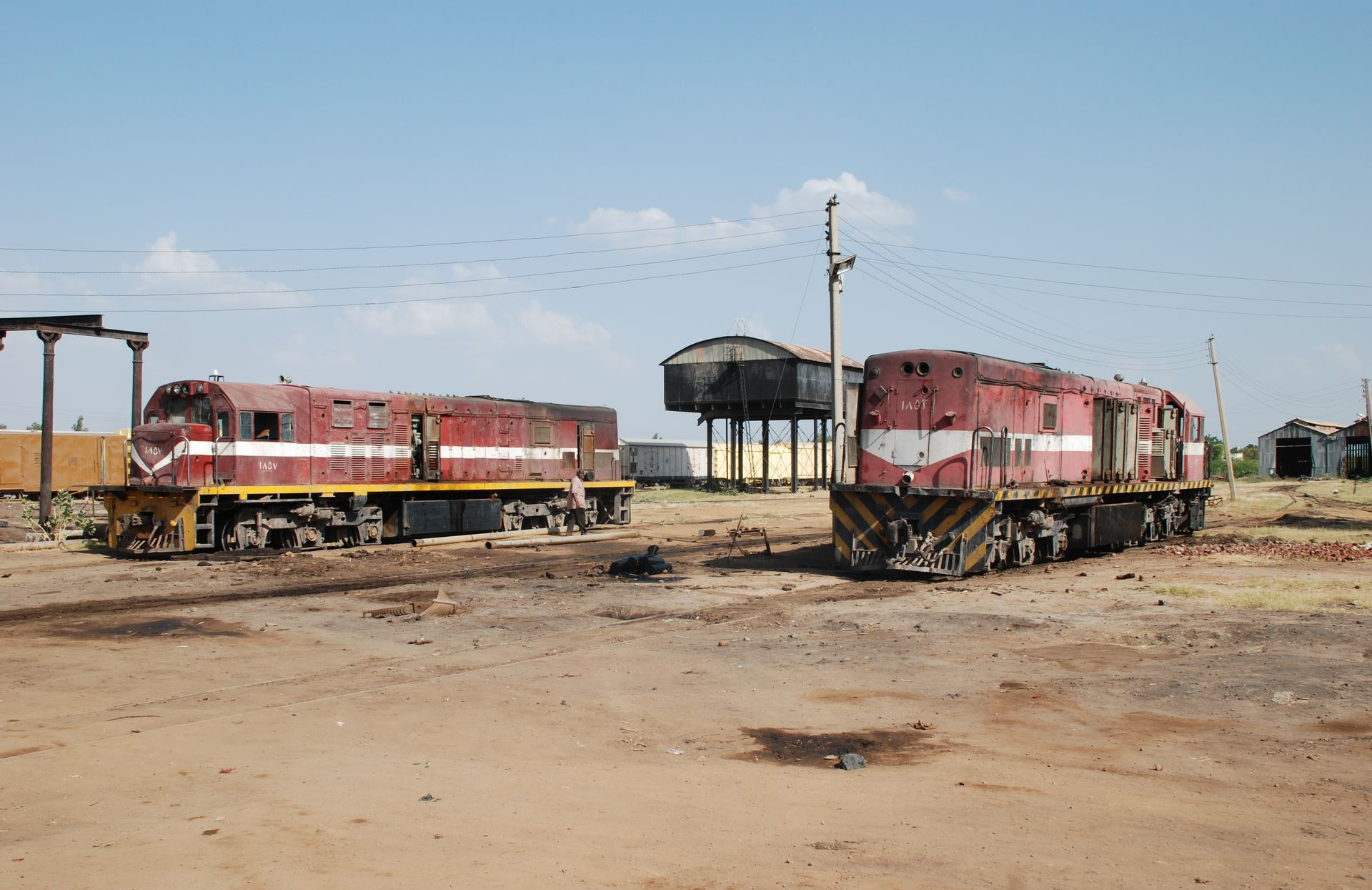
2008年在科斯提的柴油机车

由于苏丹铁路车站普遍缺水，在五十年代末期牵引动力就开始转向为内燃机车。但直至1990年还有一些干线蒸汽机车运用于支线或轻便铁路。在六十年代，铁路独占了进出口运输市场，因而是盈利的。1976年为扭转铁路运输走下坡趋势，从南非引入一大批内燃机车。但到十年末又發生了另一次衰退。造成損失的部分原因是通貨膨脹因素、缺乏備件以及某些亏损線路的繼續存在，亏损線路交通量很少，但出於經濟發展需要和社會原因而保留。許多南非柴油機車正在蘇丹使用。

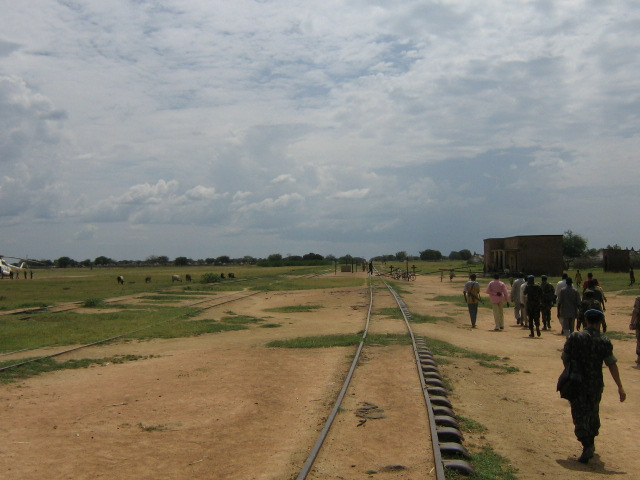
2007年在北加扎勒河州Malualkon废弃的铁轨，此地后来划归南苏丹

### 經濟低迷
經濟衰退的主要原因是運營效率下降，工人生產率下降。例如，機車的維修速度非常慢，平时只有大約一半的機車在運行，使貨車周轉時間大大延長。據報告，為應對公路運輸日益激烈的競爭而管理緩慢也是一個主要因素。蘇丹火車工會的一名前官員指責Gaafar Nimeiry試圖通過1975年至1991年解僱20,000名合格員工來粉碎工會，而工会曾多次组织罢工。公路系統雖然通常更昂貴，现在越來越多地用於低容量高價值的貨物，它可以更快地交付，從蘇丹港到喀土穆仅2或3天，而同时特快鐵路貨運為7或8天，普通铁路貨運長達兩周。1982年，只有1%到2%的貨運（和客運）列車準時到達。貨運量的逐漸減少明顯，從1970年代初的每年運輸量超過300萬噸下降到decade末的約200萬噸。20世紀80年代，由於管理效率低、工會作用、農業專案未能實現生產目標、備件匱乏以及持續的內戰等因素，噸位也穩步下降。Aweil的橋樑在1980年代被摧毀，Wau20多年來沒有鐵路通道。通往Wau的線路於2010年重新開放，瓦烏在2011年南苏丹宣布獨立時成為南蘇丹的一部分。在南部內戰（1983-2005）期間，軍用列車在大量部隊和民兵的陪同下最遠到達Aweil，對鐵路沿線的平民和人道主義援助組織造成了極大的破壞。

### 現代化
儘管公路的使用迅速增加，但鐵路仍然至關重要。铁路能夠以較低的成本運輸大量農產品出口，並將越來越多的重型資本設備和建築材料進口運往內陸用於發展，例如石油勘探和鑽探作業的要求。1970年代末和1980年代報告的改善鐵路系統的努力包括鋪設較重的鐵軌，修理機車，購買新機車，使信號設備現代化，擴大訓練設施以及改善機車和機車車輛維修設施。提出的專案將使從蘇丹港到通往Sannar的支線交界處的線路雙軌，從而使蘇丹港-喀土穆鐵路線增加一倍。外國政府和組織，包括歐洲發展基金、AFESD、國際開發協會、英國，法國、中國和日本，為這些專案和其他股票和軌道改進專案提供了大量援助。1980年代的政治不穩定、債務、缺乏硬通貨、備件短缺和進口管制阻礙了這項工作的大部分實施。一名前鐵路工會官員還指責蘇丹總統奧瑪律·哈桑·巴希爾（Omer Hassan al-Bashir），他於1989年上任，延續了前政權的大規模解僱政策，迫使合格鐵路員工提前退休或轉移到不合時宜的鐵路雇員，並用不稱職的政治任命取而代之。據估計，鐵路在1989年中期的運轉率不到20%。2015年，鐵路有60列火車可用，由於鐵路軌道不良，它們可以行駛的最高速度為40公里/小時。
2015年，蘇丹總統奧瑪律·哈桑·巴希爾（Omar Hassan al-Bashir）承諾，經過多年的管理不善和忽視，將在中國的資金和技術援助下對蘇丹鐵路進行現代化改造和升級然而，2016年的一篇文章指出，由於制裁和來自美國的壓力，許多中國公司已經放棄了與蘇丹打交道。
与南苏丹内战中八十年代内战中洛尔河铁路桥被炸毁中断通车。2010年修复通车。 2011年南苏丹独立后，248 km铁路从巴巴努萨-瓦乌（Wau）划归南苏丹。
2021年，政府提出了一項6.4億美元的計劃，以修復其鐵路系統。據報導，非洲開發銀行已為此項成本提供了7500萬美元的贈款，而中國建築工程和幾家海灣公司則有興趣參與該專案。該專案的第一階段將對正在使用的線路進行1700萬美元的緊急維修。第二個將是更新廢棄的線路，其中大部分位於該國南部。

## 知名线路

### 杰济拉轻便铁路
杰济拉轻便铁路（Gezira Light Railway）是二十年代随杰济拉灌区而兴建的铁路网，有135公里的2英尺（610毫米）窄轨铁路。六十年代扩展到716公里。每年雨季停运。

### 托卡爾 - 特林基塔特輕軌
托卡爾-特林基塔特（Tokar-Trinkitat）輕軌建於1921-1922年，宽600毫米，長29公里，主要用於從托卡爾出口棉花作物。它使用前戰爭部輕軌機車車輛和Simplex機車，1933年被蘇丹鐵路公司并入，並於1952年關閉。

### 擬議的尼亞拉-乍得擴展线路
據報導，2011年獲得了資金，用於建設從尼亚拉（Nyala）到乍得的擴建部分，資金將從中國獲得。2012年還簽署了一份從蘇丹-查德邊境到查德首都恩賈梅納的鐵路線建設合同。但在2014年，有報導稱，儘管蘇丹和查德已同意停止支持對方國家的叛亂，但這個耗資20億美元的專案仍未簽署或啟動。

### 与衣索比亞的擬議线路
2020年6月用於資助衣索比亞和蘇丹之間標準軌距鐵路線的340萬美元可行性研究資金獲得批准。衣索比亞正在考慮在紅海的亞的斯亞貝巴、喀土穆和蘇丹港之間修建一條1,522公里長的線路。這條路線已經得到兩國政府的同意。這項為期兩年的研究將評估鐵路的技術，經濟，環境和社會挑戰，包括將其作為公私合作夥伴關係採購的可能性。

### 到埃及的连接线
已經提議從埃及阿斯旺市到苏丹北部的Wadi Halfa的250公里/小時的鐵路連接。2022年4月，科威特投資簽署了250萬美元的可行性研究，其中包括一座橫跨納賽爾水库的6公里長的橋樑。有人提議從哈爾法到喀土穆的另一條標準軌距延伸線，讓旅行者從那裡乘坐單座車前往亞歷山大港。

## 技术规格
- 轨距: 3英尺6英寸（1,067毫米）
- 铁路制动: 空气制动[26][27][28]取代了真空制动
- 车钩: 詹氏车钩[29]取代了ABC车钩（英语：Automatic Buffer Couplers）

### 延伸閱讀
- Gunston, Harry. . East Harling: Plateway Press. 2001. ISBN 1871980461.